# Pietro Bosso
Pietro Bosso (Vercelli, 11 agosto 1799 – Torino, 17 maggio 1857) è stato un politico italiano.

## Biografia
Fu deputato del Regno di Sardegna nella IV legislatura, eletto nel collegio di Torriglia.